# 供奉局
供奉局，官署名。唐代時，規定凡有一才一藝者，皆得供奉內廷，因而設立。至宋代，演變成東西頭供奉官。